# Перо Ђукановић
Перо Ђукановић (Доња Кравица код Братунца, 12. јул 1892 — Београд, 20. јануар 1986) био је земљорадник, четнички војвода и партизански командант. Учествовао у пробијању Солунског фронта. После Првог светског рата, политички је био активан у редовима Земљорадничке странке, а дуго година је био и председник Удружења добровољаца у сребреничком крају. Један од организатора устанка у Сребреници и Братунцу 1941. године. До 1943. године је био под командом Драгољуба Михаиловића, а онда прелази на партизанску страну. Учесник Другог заседања АВНОЈ-а. После рата је обављао разне друштвено-политичке функције у родном крају. По избијању сукоба између Југославије и Информбиро-а, затворен је на Голом отоку. Носилац више домаћих и страних одликовања.

## Биографија
Рођен је у Доњој Кравици, поред Братунца. За вријеме Првог свјетског рата је био солунски добровољац. У Краљевини Југославији је био активиста Земљорадничке странке. Био је дугогодишњи председник Среског одбора Удружења добровољаца Балканског и Првог свјетског рата све до 1941. године.
У прољеће 1941. у Дрињачу је из Власенице дошао усташа Мутавелић и сазвао скуп муслимана како би их регрутовао у усташе. На скупу је позвао муслимане да се придруже усташком покрету, да хапсе и одводе Србе у логоре, и обећао да ће сва српска имовина да припадне муслиманима. На Видовдан 28. јуна 1941. године усташе су дошле у Кравицу и ухапсиле Перу Ђукановића и потом одвеле у жандармеријску касарну у Дрињачи. У Дрињачи су га усташе мучиле осам дана након чега је успио да побјегне назад у Кравицу. Заједно са синовима, Павлом и Ђоком, затим рођацима и другим Србима је 8. августа 1941. године подигао српски народни устанак коме је циљ био одбрана физичког опстанка српског народа. Устанак се разбуктао на простору од Дрињаче, преко Братунца, Осату до Скелана, уз ријеку Дрину до Вишеграда, затим на простору Власенице, Хан Пијеска, Рогатице, па до Средњег на Палама. На дан 15. августа 1941. око 1.500 наоружаних и ненаоружаних српских устаника су под вођством Пере Ђукановића ослободили Дрињачу од усташа, а након тога Сребреницу и Братунац. Дрињача је у међувремену пала у руке Нијемаца, да би је српски ослободилачки одреди поново ослободили 24. августа 1941. када су заробили два пољска топа, седам митраљеза, неколико стотина пушака итд. Након ове акције, Перо Ђукановић као вођа српског устанка се повезује са устаницима у Србији, након чега Дража Михаиловић шаље у Подриње свог изасланика Јездимира Дангића, који је иначе био родом из Братунца. Том приликом је Перо Ђукановић предао команду над устаничким одредима Јездимиру Дангићу, као искусном официру Војске Краљевине Југославије која је 1941. била нападнута. У овом периоду је Дража Михаиловић именовао Перу Ђукановића за четничког војводу, и назвао га „Војвода од Лудмера“. Лудмер је назив за ужу област око Братунца која обухвата 19 насеља. Убрзо након јачих непријатељских напада српски устаници под командом Јездимира Дангића губе Дрињачу, а Дангић се враћа у Србију, што ће довести до погоршања односа између Ђукановића и Дангића. Перо Ђукановић поново постаје устанички командант те у акцијама поново ослобађа Сребреницу, Братунац и Дрињачу и повезује се са српским устаницима који су ослободили Шековиће, Милиће, Хан-Пијесак и Власеницу. Крајем септембра на ослобођену територију у Дрињачу стижу Светозар Вукмановић Темпо и Родољуб Чолаковић као повјериоци Главног штаба НОВЈ који су донијели нова идеолошка и политичка схватања. До тада српски устанак у Подрињу није имао идеолошки и политички правац, а Перо Ђукановић као вођа устанка није био политички опредијељен, него је циљ борбе био спасавање српског народа од геноцида који су вршиле усташе. До доласка Темпа и Родољуба Чолаковића у Дрињачу, српски устаници се нису дијелили на партизане и четнике. Међутим, њихов циљ је био да започну преговоре са представницима ЈВуО, те да се на тај начин направи подјела међу устаницима на партизане и четнике. Тако је у Дрињачи 1. октобра 1941. године основан заједнички штаб „Команда босанских војних и партизанских одреда“, а Перо Ђукановић је био један од укупно шест потписника тога споразума. У Власеници је 16. новембра 1941. године одржана устаничка конференција на којој је дошло до идеолошког разлаза између српскиx устаника, а који се од тада дијеле на партизане и четнике. Тада долази и до распада заједничког штаба. Према записима Пере Ђукановића, за идеолошки разлаз између устаника је крива КПЈ која је инсистирала на наметању социјалистичког и комунистичког програма свим српским устаницима. Већина српских устаника није придавала пажњу програму КПЈ, јер је основни разлог подизања устанка био заштита од усташких злочина. Овај идеолошки раздор који је наметнула КПЈ је довео до братоубилачког рата између српских устаника и до подјела. Након пропасти Ужичке републике, у Подриње пред крај 1941. године се повлачи велики број партизански јединица које нису улазиле у сукобе са усташама и Нијемцима. Ове јединице су се повукле ка Фочи и Чајничу.
Захваљујући интервенцији Ђукановића Драгослав Рачић је пустио Чолаковића из притвора. Чолаковића су као таоца у четници задржали у четничкој команди у Олову, наводно због заробљавања поручника Јована Мирића од стране партизана (Мирић је добровољно ступио у партизане).
По наређењу Јосипа Броза, Прва пролетерска бригада под командом Коче Поповића је од 4. до 25. марта 1942. извршила напад на четнике у Подрињу и Бирчу, у правцу Романије, Власенице, Милића, Братунца и Сребренице. Прва пролетерска бригада је у овој акцији поубијала скоро све четничке команданте и дио устаника, од чега само на Борикама сто и тридесет. Истог мјесеца марта 1942. Независна Држава Хрватска је организовала велику офанзиву на подручју Олова, Сарајева, Кладња, Калиновика, Фоче, Хан Пијеска, Романије, Сокоца, Рогатице и Борика, са намјером да помјери границе Независне Државе Хрватске до Дрине, те масовним геноцидом уништи српско становништво на овом подручју. Пошто су напад на четнике водиле усташе и партизани из два правца, устанички покрет је скоро потпуно сломљен у овом крају, а незаштићени збјегови цивилног становништва су се кретали према ријеци Дрини. Три дана пред крај офанзиве коју је наредио Јосип Броз, десио се масован покољ српског становништва које се налазило у усташком обручу. Покољ у Старом Броду и Милошевићима се десио 22. марта 1942. године. Према записима Пере Ђукановића, наређење за напад на устанике које је издао Јосип Броз је омогућило усташама, односно Црној легији за изврши масовне покоље српског становништва. Ђукановић је записао да је тако на подручју Сребренице од Срба остала жива само једна дјевојчица.
Дангић се од јесени 1941. повезао са Недићевом владом и Абвером по питању заједничке борбе против партизана и издвајања источне Босне из састава НДХ и припајања територији војноуправног команданта Србије. Ђукановић је пратио Дангића на састанак са генералом Паулом Бадером фебруара 1942. По повратку из Београда Ђукановић се разишао са Дангићем и са својим четничким одредом прешао партизанима, а затим постао вијећник АВНОЈ-а.
| „                   | - Прочитао сам рукопис-сећање Пере Ђукановића, сељака из Доње Кравице код Братунаца, нашег ратног друга и личног пријатеља. Писао сам о њему у „Записима“. Своја сећања Перо је написао поштено, без улепшавања… Он је аутентично вођа сељачке устаничке масе, која се дигла против усташке страховладе - храбар и поштен патриота, без шовинистичких натруха… | ” |
| — Родољуб Чолаковић | |   |

Перо Ђукановић је након Другог свјетског рата по сјећањима направио записе о устаничком времену. Своје рукописе је предао Родољубу Чолаковићу 27. децембра 1971. године. Родољуб Чолаковић је те рукописе предао листу Политика како би били објављени, а Миодраг Максимовић
је 20. марта 1974. писао Пери Ђукановићу да је рукописе послао главном уреднику Политике Војиславу
Ђурићу. Рукописи нису објављени све до времена када је српски историчар Здравко Антонић током рада на необјављеним дневницима Родољуба Чолаковића пронашао записе Пере Ђукановића. Перо Ђукановић је преминуо у Београду 1986, а рукописи су објављени у књизи тек 1994. године након распада СФРЈ.